# Thai Honda Ladkrabang FC
El Thai Honda Football Club, es un equipo de fútbol de Tailandia que juega en la Liga 2 de Tailandia, la segunda categoría de fútbol en el país.

## Historia
Fue fundado en el año 2000 en la capital Bangkok y es propiedad de la empresa automotriz Honda Motor Co., Ltd., pero fue hasta el año 2002 que participaron por primera vez en el fútbol de Tailandia.
En la temporada 2006 jugaron por primera vez en la Liga Premier de Tailandia, en la cual estuvieron por dos temporadas consecutivas hasta su descenso en el año 2007 tras terminar en el puesto 14.
Posteriormente el club pasó entre la segunda y tercera división en Tailandia hasta que lograron el título de la Primera División de Tailandia en la temporada 2016 y regresar a la máxima categoría para la temporada 2017.

## Palmarés
- Thai Division 1 League: 1

2016
- Regional League Bangkok Area Division: 2

2012, 2014

## Jugadores

### Plantel 2017/18

#### Altas y bajas 2017–18 (verano)
| Altas              | Altas          | Altas           | Altas     | Altas        |
| Jugador            | Posición       | Procedencia     | Tipo      | Costo        |
| ------------------ | -------------- | --------------- | --------- | ------------ |
| Adisak Sensom-Eiad | Defensa        | Buriram United  | Traspaso. | No revelado. |
| Farid Madsoh       | Centrocampista | Jumpasri United | Traspaso. | No revelado. |

| Bajas               | Bajas    | Bajas   | Bajas     | Bajas        |
| Jugador             | Posición | Destino | Tipo      | Costo        |
| ------------------- | -------- | ------- | --------- | ------------ |
| Natchanon Jothavorn | Portero  | Sisaket | Traspaso. | No revelado. |

## Clubes afiliados
- Honda FC